# Celacanto
Os celacantos são uma classe de peixes sarcopterígios aparentados com os dipnóicos e com várias espécies extintas no período devoniano, como os Osteolepiformes, Porolepiformes, Rhizodontiformes e Panderichthys.
Acreditava-se que os celacantos teriam sido extintos no Cretáceo Superior, porém, foram redescobertos em 1938 no litoral da África do Sul. Latimeria chalumnae e Latimeria menadoensis são as duas únicas espécies vivas do celacanto, encontradas ao longo da costa do Oceano Índico. Foi apelidado de "fóssil vivo", porque os fósseis destas espécies haviam sido encontrados muito antes da descoberta de um espécime vivo. Acredita-se que o celacanto tenha evoluído ao seu estado atual há aproximadamente 400 milhões de anos.
Sua característica mais importante é a presença de barbatanas pares (peitorais e pélvicas) cujas bases são pedúnculos musculados que se assemelham aos membros dos vertebrados terrestres e se movem da mesma maneira. São os únicos representantes vivos da ordem Coelacanthiformes.
Quando o primeiro espécime vivo foi encontrado, em 23 de dezembro de 1938, já se conheciam cerca de 120 espécies de celacantiformes (Coelacanthiformes) que eram considerados fósseis indicadores, ou seja, indicando a idade da rocha onde tinham sido encontrados. Todos esses peixes encontravam-se extintos desde o período Cretáceo.
São conhecidas populações destes peixes na costa oriental da África do Sul, ilhas Comores (no Canal de Moçambique, também no Oceano Índico ocidental) e na Indonésia e decorre um programa de investigação internacional com o objectivo de aumentar o conhecimento sobre os celacantos, o South African Coelacanth Conservation and Genome Resource Programme (Programa Sul-Africano para a Conservação e Conhecimento do Genoma do Celacanto).
Antes da descoberta de um exemplar vivo, acreditava-se  que o celacanto era um parente próximo do primeiro vertebrado a sair das águas, dando origem a um novo grupo de vertebrados conhecidos como tetrápodes, que inclui os humanos.
Novas descobertas apontam que o genoma do Celacanto possui informações que podem ajudar a entender melhor a evolução dos tetrápodes. (Nature, 2013 vol.496 pag. 311-316).

## Descoberta
Os celacantos, que estão relacionados com os peixes pulmonados (os peixes mais antigos de água doce) e tetrápodes, tinham sido considerados extintos desde o fim do período Cretáceo. Mais estreitamente relacionados com os tetrápodes que mesmo com os peixes actinopterígeos, os celacantos foram considerados o "elo perdido" entre os peixes e os tetrápodes,[carece de fontes?] até que um Latimeria foi encontrado na costa leste da África do Sul, ao largo do Rio Chalumna (agora Tyalomnqa) em 1938.
A descoberta de uma espécie sobrevivente, quando se acreditava ter sido extinta há 65 milhões de anos, faz do celacanto o exemplo mais conhecido de um "Táxon Lazarus", uma espécie que parecia ter ficado apenas no registro fóssil, para reaparecer mais tarde. Desde 1938, Latimeria chalumnae foram encontrados nas Comores, Quénia, Tanzânia, Moçambique, Madagascar, e no iSimangaliso Wetland Park, Kwazulu-Natal na África do Sul.
A segunda espécie existente, L. menadoensis, foi descrita a partir de Manado, Sulawesi Norte, Indonésia, em 1999, por Pouyaud et al., com base em um espécime descoberto por Erdmann em 1998 e depositados no Instituto Indonésio de Ciências (LIPI). Apenas uma fotografia do primeiro exemplar da espécie foi feita em um mercado local por Arnaz e Mark Erdmann antes de ter sido comprado por um cliente.
O celacanto não tem nenhum valor comercial real, além de ser cobiçado por museus e colecionadores particulares. A capacidade de sobrevivência continuada do celacanto pode estar ameaçada pela pesca comercial de arrasto do mar profundo.

## Descrição física
Os celacantos são uma parte do clado Sarcopterygii, ou seja, os peixes de nadadeiras lobadas. Externamente, há várias características que distinguem o celacanto de outros peixes de nadadeiras lobadas. Possuem uma nadadeira caudal de três lóbulos, também chamado de nadadeira trilobada e uma cauda secundária que estende-se para além da cauda primária. As escamas agem como armadura espessa que protege o exterior do celacanto. Existem também várias características internas que ajudam a diferenciar os celacantos de quaisquer peixes de nadadeiras lobadas. Na parte de trás do crânio, o celacanto possui uma articulação que lhe permite abrir a boca amplamente. O celacanto possui também uma espinha dorsal oca. O coração do celacanto tem forma diferente da de um peixe mais moderno, sendo uma estrutura de tubo em linha reta. A caixa craniana de um celacanto é em 98,5% preenchida com gordura, apenas 1,5% é tecido cerebral. As bochechas dos celacantos são únicas, pois o osso opercular é muito pequeno e possui uma aba de tecidos moles. O celacanto também contém um órgão rostral dentro da região etmoidal da caixa craniana.

## Descrição geral

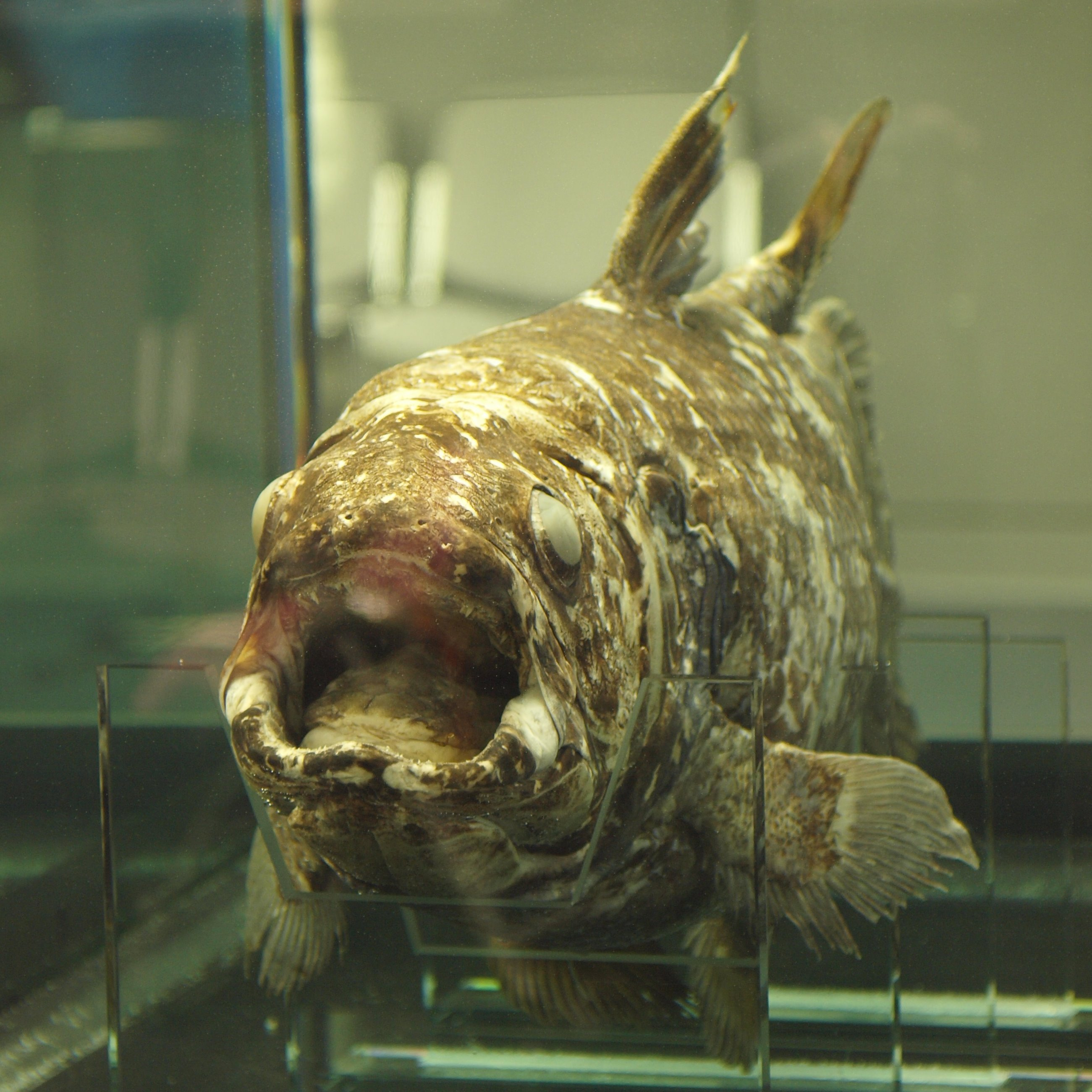
Latimeria menadoensis, Parque de Vida Marinha de Tóquio (Kasai Rinkai Suizokuen), Japão

Latimeria chalumnae e Latimeria menadoensis são as únicas espécies vivas conhecidas de celacantos. A palavra celacanto significa literalmente, "coluna oca", por causa de suas barbatanas suportadas por tecido ósseo. Os celacantos são grandes, crescendo até 1,8 metros. São noturnos e piscívoros. O corpo é coberto de escamas cosmoides que atuam como uma armadura. Possuem oito barbatanas: duas dorsais, duas peitorais, duas pélvicas, uma anal, e uma caudal. A cauda é simétrica e termina por um tufo de lepidotríquias que compõem o lobo caudal. Os olhos do celacanto são muito grandes, enquanto a boca é muito pequena. Os olhos estão adaptados a ver na luz negra por terem bastonetes que absorvem comprimentos de onda baixos, na faixa do azul. Maxilas falsas substituem a maxila, uma estrutura que está ausente em celacantos. Têm duas narinas, juntamente com outras quatro aberturas externas que aparecem entre o pré-maxilar e os ossos laterais rostrais. Os sacos nasais são semelhantes aos de muitos outros peixes. O órgão rostral do celacanto está contido dentro da região etmoidal da caixa craniana, com três aberturas. O órgão rostral é usado como parte do sistema de laterosensorial. A recepção auditiva é mediada por sua orelha interna. A orelha interna de um celacanto é muito semelhante à dos tetrápodes, e é classificada como uma papila basilar.
A locomoção dos celacantos é exclusiva. Para se deslocar, eles aproveitam correntes verticais e usam suas nadadeiras pares para estabilizar o seu movimento na água. Enquanto no fundo do oceano, as suas barbatanas pares não são utilizadas para qualquer tipo de movimento. Os celacantos podem criar impulso para partidas rápidas usando suas nadadeiras caudais. Devido ao elevado número de barbatanas, o celacanto tem alta manobrabilidade. Os celacantos também podem orientar seus corpos em qualquer direção na água e já foram vistos a nadar verticalmente com a cabeça virada para o fundo do mar, ou de barriga para cima. Pensa-se que o órgão rostral os ajude com eletromagnetismo.
O genoma de Latimeria chalumnae foi descrito em 2013, indicando que os seus genes codificantes de proteínas evoluíram mais lentamente que os genes homólogos nos tetrápodes. Análise filogenética revelou que os peixes pulmonados são mais próximos dos tetrápodes que o celacanto.

### Tempo de vida
Em 2021, um estudo publicado na revista científica Current Biology revelou que o celacanto pode viver até perto de 100 anos, estando entre as espécies de peixes com uma vida mais longa. Além disso, estes têm dos crescimentos mais lentos de todos os peixes, tal como os tubarões que vivem no fundo do mar. A idade na primeira maturidade sexual (na faixa de 40 a 69 anos) e duração da gestação (de cerca de 5 anos) mostram que o celacanto vivo tem uma das histórias de vida mais lentas de todos os peixes e possivelmente a gestação mais longa.

## Taxonomia
Clade Sarcopterygii
Classe Actinistia
- Ordem COELACANTHIFORMES
  - Família Coelacanthidae
    - Axelia (extinto)
    - Coelacanthus
    - Ticinepomis (extinto)
    - Wimania (extinto)

  - Família Diplocercidae (extinta)
    - Diplocercides (extinto)

  - Família Hadronectoridae (extinta)
    - Allenypterus (extinto)
    - Hadronector (extinto)
    - Polyosteorhynchus (extinto)

  - Família Mawsoniidae (extinta)
    - Alcoveria (extinto)
    - Axelrodichthys (extinto)
    - Chinlea (extinto)
    - Diplurus (extinto)
    - Holophagus (extinto)
    - Mawsonia (extinto)

  - Família Miguashaiidae (extinta)
    - Miguashaia (extinto)

  - Família Latimeriidae
    - Holophagus (extinto)
    - Libys (extinto)
    - Macropoma (extinto)
    - Macropomoides (extinto)
    - Megacoelacanthus (extinto)
    - Latimeria (James Leonard Brierley Smith, 1939)
      - L. chalumnae (Celacanto do Canal de Moçambique) (James Leonard Brierley Smith, 1939)
      - L. menadoensis (Celacanto da Indonésia) (Pouyaud, Wirjoatmodjo, Rachmatika, Tjakrawidjaja, et al., 1999)

    - Undina (extinto)

  - Família Laugiidae (extinta)
    - Coccoderma (extinto)
    - Laugia (extinto)

  - Família Rhabdodermatidae (extinta)
    - Caridosuctor (extinto)
    - Rhabdoderma (extinto)

  - Família Whiteiidae (extinta)
    - Whiteia (extinto)

## Registro fóssil

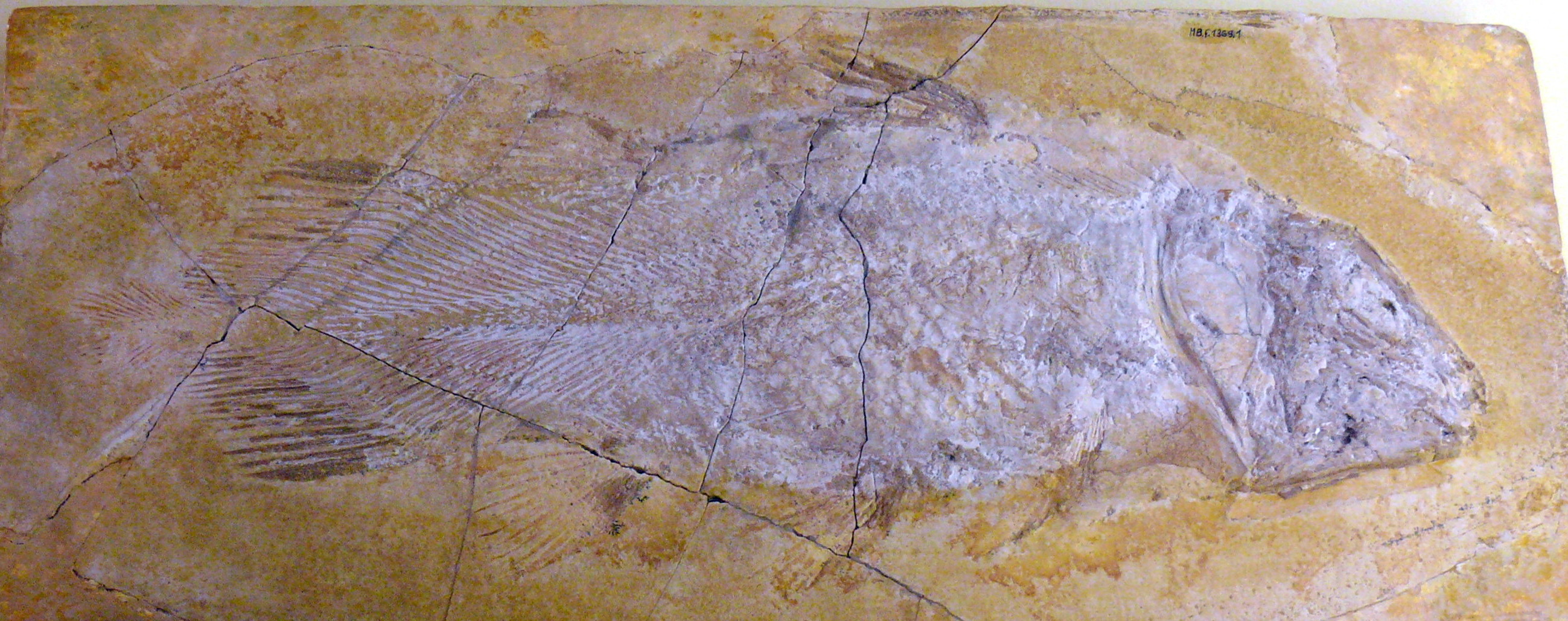
Undina penicillata

De acordo com a análise genética de espécies atuais, a divergência entre celacantos, peixes pulmonados e tetrápodes pode ter ocorrido há cerca de 390 milhões de anos. Os celacantos foram considerados extintos há cerca de 65 milhões de anos, durante a extinção do Cretáceo-Terciário. O primeiro registro de fóssil de celacanto era proveniente da Austrália, uma mandíbula com cerca de 360 milhões de anos, pertencente a uma espécie que foi nomeada Eoachtinistia foreyi. As espécies mais recentes de celacanto no registro fóssil pertencem ao gênero Macropoma, mais recentes que Latimeria chalumnae em cerca de 80 milhões de anos. O registro fóssil do celacanto é único porque os fósseis de celacantos foram encontrados 100 anos antes do primeiro espécime vivo ter sido identificado. Em 1938, Courtenay-Latimer redescobriu o primeiro espécime vivo, L. chalumnae, que foi capturado ao largo de East London, África do Sul. Em 1997, um biólogo marinho que estava em lua de mel descobriu a segunda espécie viva, Latimeria menadoensis em um mercado indonésio. Em julho de 1998, o primeiro espécime vivo de L. menadoensis foi capturado na Indonésia. Cerca de 80 espécies foram descritas. Antes da descoberta de um espécime vivo de celacanto, pensava-se que estas espécies teriam surgido no Devoniano Médio ou Cretáceo Superior. Exceto para um ou dois espécimes, todos os fósseis encontrados mostram uma morfologia semelhante.

## Popularização na mídia
O celacanto extinto brasileiro Mawsonia aparece na obra de ficção-científica brasileira Realidade Oculta e na animação norte-americana Atlantis (2001).